# Sempre solo noi
Sempre solo noi è il secondo EP del gruppo musicale italiano Finley, pubblicato il 4 dicembre 2012 dalla Gruppo Randa.

## Descrizione
Il disco presenta sette brani inediti (tra cui Undici, sigla dell'omonimo programma di Italia 2) ed è uscito per celebrare i dieci anni della band. L'edizione fisica è stata stampa in una tiratura limitata a 1985 copie, come l'anno in cui sono nati i membri storici della band.

## Tracce
Testi e musiche di Finley.
1. Buona fortuna – 3:43
2. Le mie cattive abitudini – 3:31
3. Invincibile – 3:16
4. Un giorno qualunque – 3:20
5. Un freddo lungo inverno – 3:20
6. Sempre solo noi – 5:00
7. Undici – 3:20

## Classifiche
| Classifica (2012) | Posizione massima |
| ----------------- | ----------------- |
| Italia            | 56                |